# Nerilla jouini
Nerilla jouini är en ringmaskart som beskrevs av Safonov och Alexander B. Tzetlin 1988. Nerilla jouini ingår i släktet Nerilla och familjen Nerillidae. Inga underarter finns listade i Catalogue of Life.